# Münzgeschichte des Herzogtums Sachsen (1547–1572)

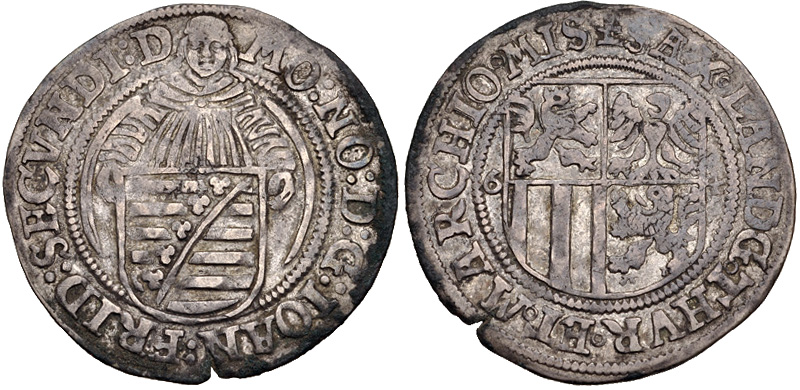
Alleinprägung Johann Friedrich II. von Sachsen, Schreckenberger von (15)64 aus der Münzstätte Saalfeld (Schrötlingsriss; Silber; Durchmesser 29 mm; 4,25 g)

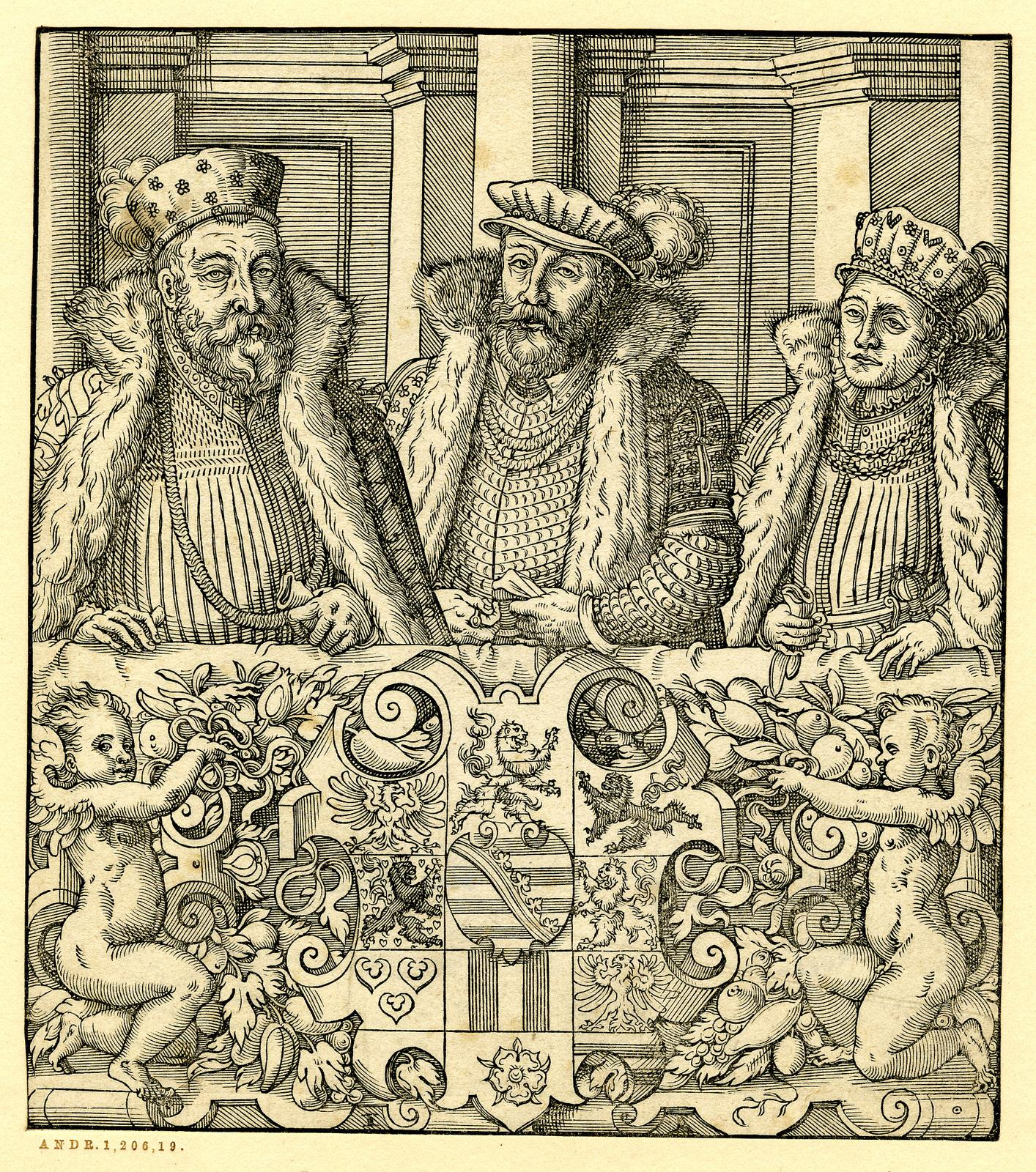
Die Söhne Johann Friedrichs des Großmütigen: Johann Friedrich II. der Mittlere, Johann-Wilhelm und Johann Friedrich III., Holzschnitt nach einer Vorlage von Lucas Cranach dem Jüngeren

Die Münzgeschichte des Herzogtums Sachsen (1547–1572) oder des sächsisch-ernestinischen Gesamthauses umfasst die Zeit in den verbliebenen thüringischen Besitzungen der Ernestiner nach der Schlacht bei Mühlberg bis zur Landesteilung nach dem Erfurter Landesteilungsvertrag vom 6. November 1572 in die Landesteile Sachsen-Coburg-Eisenach und Sachsen-Weimar (Sachsen-alt-Weimar).

## Geschichte und Münzgeschichte

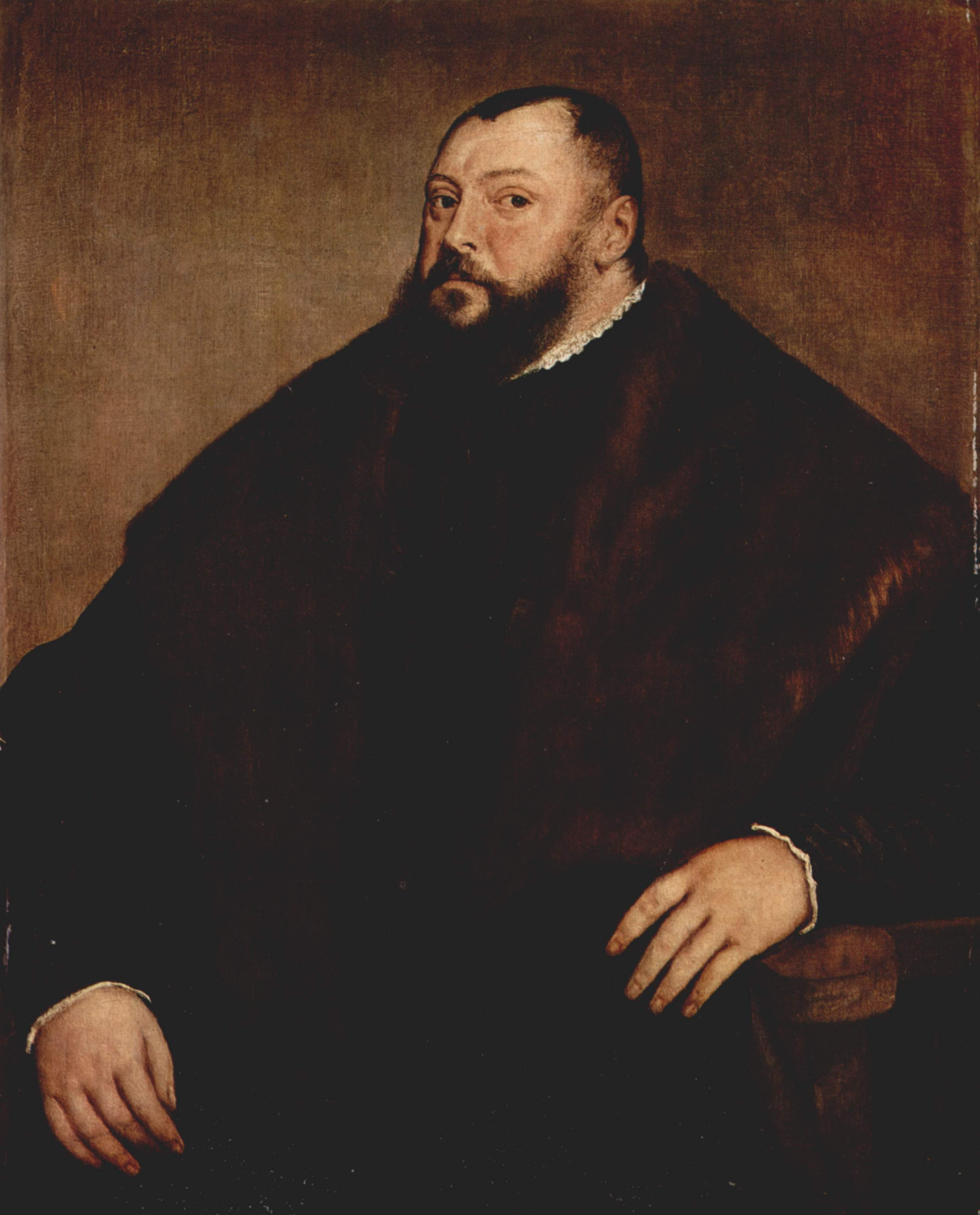
Johann Friedrich I. der Großmütige von Sachsen während seiner Gefangenschaft, Porträt um 1550 von Tizian

Johann Friedrich der Großmütige von Sachsen (1532–1547–1545) war als Kurfürst und Haupt des gegen Kaiser und Katholizismus geschlossenen Schmalkaldischen Bundes den kaiserlichen Truppen in der Schlacht bei Mühlberg unterlegen. Daraufhin hatte der Herzog an seinen albertinischen Vetter Moritz (1541–1547–1553), der zur Niederlage und Gefangennahme Johann Friedrichs beitrug, die Kurwürde abtreten müssen. Am 24. Februar 1548 wurde sie Herzog Moritz übertragen. Mit dem Kurland hatte Johann Friedrich auch die Münzstätten Schneeberg und Buchholz verloren.
Die Söhne Johann Friedrichs des Großmütigen, Johann Friedrich II. der Mittlere, Johann Wilhelm und Johann Friedrich III. nahmen während der Gefangenschaft ihres Vaters die Münzstätte in Saalfeld 1551 wieder in Betrieb, die 20 Jahren später zur Kreismünzstätte erhoben wurde. Als herzoglich sächsischer Münzmeister wurde Gregor Einkorn verpflichtet.
Kurfürst Moritz, der den Fürstenaufstand protestantischer Fürsten gegen den Kaiser anführte, bewirkte in diesem Zusammenhang auch die Freilassung Johann Friedrichs des Großmütigen. Nach der fünfjährigen kaiserlichen Gefangenschaft nannte sich der Herzog nun „geborener Kurfürst“ (natus Elector) auf seinen neuen Talermünzen. Im Münzbild ließ er dazu noch ein kleines Wappenschild mit den Kurschwertern neben dem herzoglich-sächsischen Schild aufprägen.
Die in der Leipziger Hauptteilung von 1485 zwischen den Ernestinern und Albertinern vereinbarte gemeinsame Münzprägung wurde aufgegeben. Die Landesteilung wurde im Naumburger Vertrag von 1554 noch einmal korrigiert, war aber endgültig. Sie schwächte die Position Sachsens im Heiligen Römischen Reich. Unter den sächsischen Fürsten hatten nun die Albertiner die führende Rolle. Die Ernestiner erhielten im Naumburger Vertrag den größten Teil Thüringens und behielten das Coburger Land.
Herzog Johann Friedrich der Mittlere, ältester Sohn Johann Friedrichs des Großmütigen, versuchte die Kurwürde und das verlorene Kurland zurückzugewinnen. Er verband sich mit dem geächteten fränkischen Edelmann Wilhelm von Grumbach (Grumbachsche Händel). Daraufhin belagerten kaiserliche Truppen unter dem Befehl des sächsischen Kurfürsten August (1553–1586) die Stadt Gotha und den Grimmenstein. Im Ergebnis der Auseinandersetzung von 1566/67 wurde Gotha zerstört und der Grimmenstein bis auf die Grundmauern niedergerissen. Kurfürst August ließ auf seinen Sieg den Taler auf die Einnahme von Gotha prägen. Herzog Johann Friedrich II. blieb bis zu seinem Lebensende in kaiserlichem Gewahrsam. Ritter Grumbach wurde am 18. April 1567 gevierteilt.
Das Herzogtum Sachsen der ernestinische Linie wurde nach dem Erfurter Landesteilungsvertrag vom 6. November 1572 geteilt. Die Herzöge errichteten später zahlreiche Fürstentümer. Die Verzweigungen der Linien und Nebenlinien in den verbliebenen thüringischen Landen erfolgten bis hin zur Unübersichtlichkeit.

## Münzen des Herzogtums Sachsen (1547–1572)
Die abgebildeten Taler (Guldengroschen) wurden nach kursächsischem Münzfuß geprägt.
Die jeweiligen Regierungszeiten im „sächsisch-ernestinischen Gesamthauses (1547–1572)“ entsprechen den Angaben von Gernot Schnee. Die Münzsorten in den Regierungszeiten sind nach Lothar Koppe und aus der Sammlung Otto Merseburgers angegeben. Die Talermünzen sind bedeutende historische Zeitdokumente des Herzogtums Sachsen aus der Zeit von 1547 bis 1572.

### Söhne Johann Friedrichs des Großmütigen während seiner Gefangenschaft (1547–1552)
→ Hauptartikel: Taler der Söhne Johann Friedrichs des Großmütigen während seiner Gefangenschaft

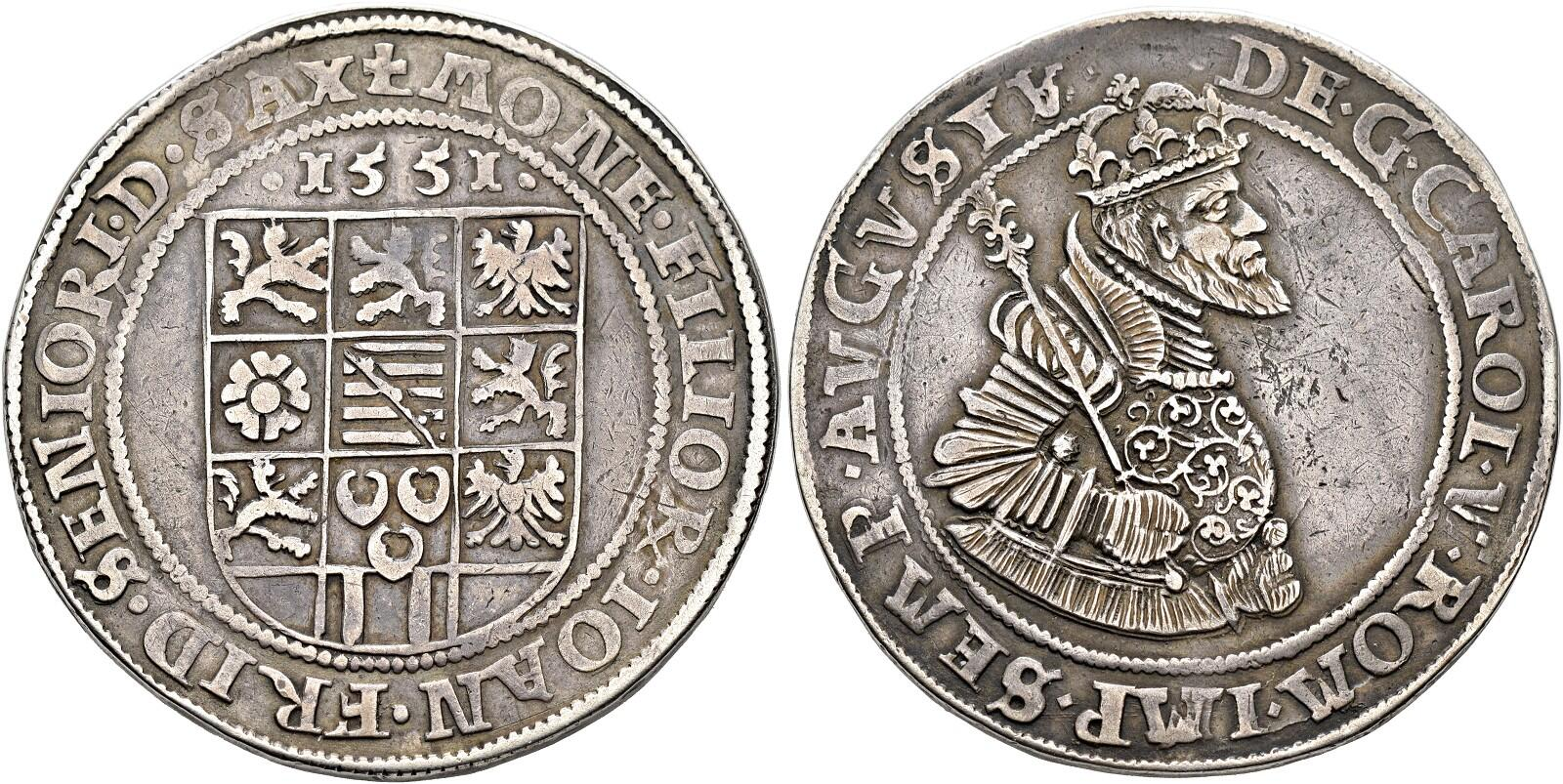
Die Söhne Johann Friedrichs während seiner Gefangenschaft, Taler von 1551 aus der Münzstätte Saalfeld. (Silber; Durchmesser 40 mm; 28,46 g)

Johann Friedrich blieb bis zum Abschluss des Passauer Vertrags von 1552 in kaiserlicher Haft. Seine Söhne ließen in der Münzstätte Saalfeld ab 1551 die Münzen für das Herzogtum Sachsen prägen. Die neuen Taler erhielten das Hüftbild Karls V., wahrscheinlich um den Kaiser milder zu stimmen. Ihrem Vater drohte die Vollstreckung der Todesstrafe. Dennoch konnte er vom Gefängnis aus auch Einzelheiten der Münzprägung festlegen. Mit hoher Wahrscheinlichkeit war er auch an der Vorgabe für das außergewöhnliche Münzbild beteiligt.
- Talermünzen sind Doppeltaler, Taler, Halbtaler und Vierteltaler. Außerdem wurden Schreckenberger geprägt.

#### Vorderseite
Die Vorderseite des Talers zeigt das herzoglich-sächsische Gesamtwappen, darüber die Jahreszahl 1551. In der Umschrift oben befindet sich das Münzmeisterzeichen „Kreuz mit Fuß“ des Münzmeisters Gregor Einkorn.
- Umschrift: MONE(ta) • FILIOR(um) • IO(h)AN(nis) • FRID(erici) • SENIORI(s) • D(ucis) • SAX(oniae)
- Übersetzung: Münze der Söhne von Johann Friedrich Senior, Herzöge von Sachsen.

#### Rückseite
Die Rückseite zeigt das geharnischte und bekrönte Hüftbild des Kaisers. In der rechten Hand hält er das Zepter, die linke Hand ist am Schwertgriff.
- Umschrift: DE(i) • G(ratia) • CAROL(us) • V • ROM(anorum) • IMP(erator) • SEMP(er) • AVGVSTV(s)
- Übersetzung: Von Gottes Gnaden Karl V., allzeit erhabener römischer Kaiser.

- Siehe dazu auch Interimstaler: Ein nach der Trennung des Schmalkaldischen Bundes geprägter Spotttaler auf das Augsburger Interim.

### Johann Friedrich nach seiner Gefangenschaft (1552–1554)
→ Hauptartikel: Taler Johann Friedrichs des Großmütigen nach seiner Gefangenschaft

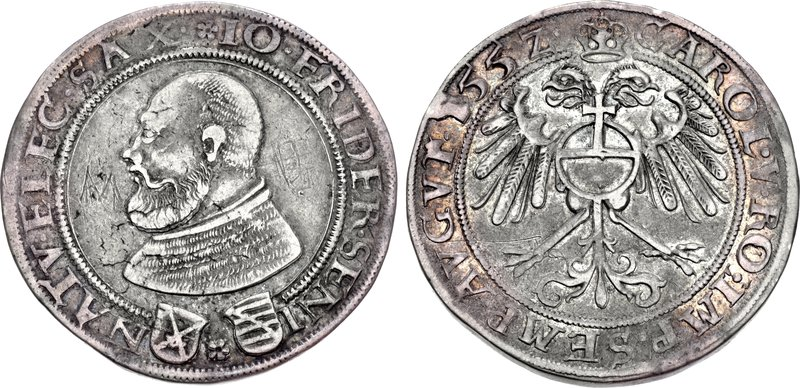
Taler Johann Friedrichs des Großmütigen nach seiner Gefangenschaft, 1552 in der Münzstätte Saalfeld geprägt. (Silber; Durchmesser 40 mm; 28,42 g)

Die Freilassung des zum Tode verurteilten Johann Friedrichs des Großmütigen durch den Kaiser erfolgte, weil Moritz von Sachsen, der zwar dem Kaiser im Schmalkaldischen Krieg geholfen hatte, sich aber 1552 im von ihm geführten Fürstenkrieg gegen den Kaiser wandte und ihn militärisch in Bedrängnis brachte.
- Talermünzen sind Doppeltaler, Taler, Halbtaler und Vierteltaler. Außerdem wurden Schreckenberger und goldene Doppelgulden geprägt.

Die Taler ließ Johann Friedrich in Saalfeld von Münzmeister Gregor Einkorn ohne Münzmeisterzeichen prägen.

#### Vorderseite
Die Vorderseite des Talers zeigt die Büste Johann Friedrichs, darunter zwei kleine Wappenschilde, das Kurwappen (als geborener Kurfürst) und das Sachsenwappen des Herzogtums.
- Umschrift: IO(hannes) • FRIDER(icus) • SENI(or) – NATV(s) • ELEC(tor) • SAX(oniae) •
- Übersetzung: Johann Friedrich, geborener Kurfürst von Sachsen.

#### Rückseite
Auf der Rückseite befindet sich ein doppelköpfiger, bekrönter Reichsadler mit einem Reichsapfel auf der Brust. Der Adler entspricht der Vorgabe für die Augsburger Reichsmünzordnung von 1551. Da der Beitritt zur Reichsmünzordnung jedoch noch nicht erfolgt war, kann sowohl der Adler als auch die Umschrift als ein Bekenntnis zu Kaiser und Reich verstanden werden.
- Umschrift: CAROL(us) • V • RO(manorum) • IMP(erator) • SEMP(er) • AVGV(s)T(us) • 1552
- Übersetzung: Karl V., allzeit erhabener römischer Kaiser.

### Johann Friedrich II. mit Johann Wilhelm und Johann Friedrich III. (1554–1557)

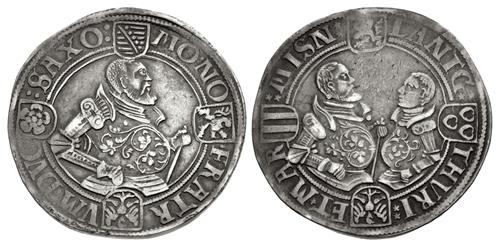
Johann Friedrich II. mit Johann Wilhelm und Johann Friedrich III., Taler aus der Münzstätte Saalfeld, (Silber; Durchmesser 40 mm; 28,48 g)

Johann Friedrich der Großmütige, der am 3. März 1554 verstorben war, verfügte in seinem Testament, dass seine Söhne gemeinsam regieren sollten. Die Gemeinschaftsprägungen wurden in Saalfeld unter Münzmeister Gregor Einkorn ohne Münzmeisterzeichen geprägt.
- Talermünzen sind Taler, Halbtaler und Vierteltaler. Auch Schreckenberger wurden geprägt.

#### Vorderseite
Die Vorderseite des Talers zeigt das geharnischte Hüftbild Johann Friedrichs II. des Mittleren, den ältesten der Brüder mit Regimentsstab in der linken Hand.
- Umschrift: MO(neta) : NO(va) – • FRATR – UM : DVC(um) – : SAXO(niae) : – Die Umschrift ist durch vier Wappen unterbrochen.
- Übersetzung: Neues Geld der herzoglichen Brüder von Sachsen – Fortsetzung der Umschrift auf der Rückseite.

#### Rückseite
Auf der Rückseite sind die geharnischten Hüftbilder der Brüder Johann Wilhelm und Johann Friedrich III. zu sehen. Der vierte Sohn Johann Friedrichs des Großmütigen, Johann Ernst, war am 19. Februar 1553 verstorben. Der Taler ist folglich danach geschlagen worden.
- Umschrift: LANTG(rafii) : – THURI(ngiae) : – ET • MAR(chiones) – : MISN(enses) : – Die Umschrift ist durch vier Wappen unterbrochen.
- Übersetzung: Landgrafen von Thüringen und Markgrafen von Meißen.

### Johann Friedrich II. allein (1557–1567)
→ Hauptartikel: Alleinprägungen Johann Friedrichs II. von Sachsen

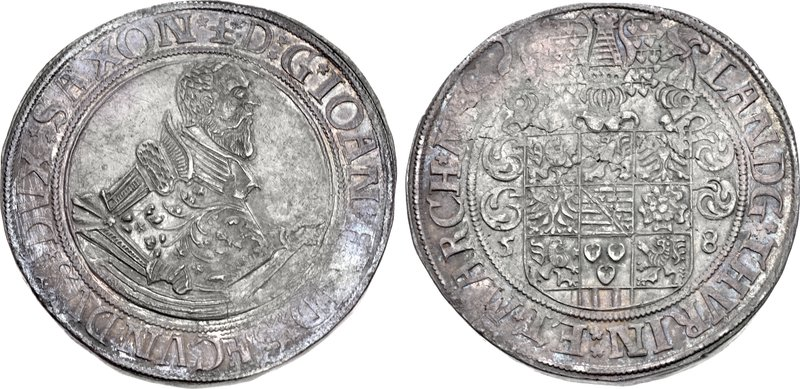
Alleinprägung Johann Friedrichs II. von Sachsen, Taler von 1558 aus der Münzstätte Saalfeld (Silber; Durchmesser 41 mm; 28,68 g)

Im Jahr 1557 verzichteten die beiden Brüder Johann Friedrichs II. des Mittleren auf die Mitregentschaft im Herzogtum Sachsen. Friedrich II. ließ in Saalfeld die Talermünzen
- Doppeltaler, Taler, Halbtaler sowie Halbtaler-Zwittermünzen (das Münzmeisterzeichen befindet sich auf beiden Seiten) und Vierteltaler prägen. Außerdem wurden Schreckenberger ausgegeben (siehe Bild oben). Auf die Belagerung von Gotha existieren Notklippen von 1567 (siehe dazu Münzstätte Gotha).

#### Vorderseite
Die Vorderseite der Alleinprägung Johann Friedrichs II. zeigt sein geharnischte Hüftbild mit Kommandostab. In der Umschrift oben befindet sich das Münzmeisterzeichen „Kreuz mit Fuß“ des Münzmeisters Gregor Einkorn.
- Umschrift: • D(ei) : G(ratia) • IO(h)AN(nes) : FRIDE(ricus) : SECVNDVS : DVX : SAXON(iae) •
- Übersetzung: Von Gottes Gnaden Johann Friedrich II., Herzog von Sachsen – Fortsetzung auf der Rückseite

#### Rückseite
Die Rückseite zeigt das dreifach behelmte herzoglich-sächsische Gesamtwappen mit geteilter Jahreszahl (15)85 im Feld.
- Umschrift: LANDG(rafius) : THVRIN(giae) : ET • MARCH(iones) • M(isnenses) •
- Übersetzung: Landgraf von Thüringen und Markgraf von Meißen.

### Johann Friedrich II. mit Johann Wilhelm (1566–1567)

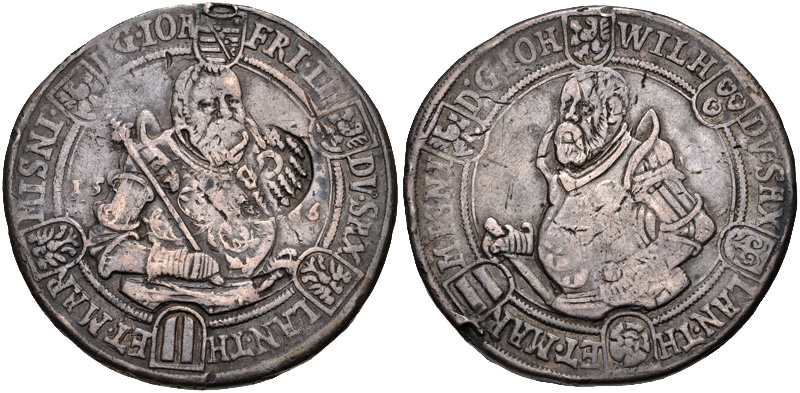
Johann Friedrich II. mit Johann Wilhelm, Taler von 1566 aus der Münzstätte Saalfeld mit eingeschlagenem Sammlerzeichen (Schrötlingsrisse, Silber; Durchmesser 41 mm; 28,68 g)

Als der jüngste Bruder Johann Friedrichs II., Johann Friedrich III. 1565 starb, stimmte Johann Friedrich II. einer Landesteilung nicht zu. Anfang 1566 kommt ein sogenannter Mutschierungsvertrag zustande. Danach wurde das Land zwar in einen weimarischen Teil, den Johann Friedrich II. verwaltete und in einen Coburger Teil, den Johann Wilhelm verwaltete, eingeteilt. Das war jedoch keine Landesteilung. Ihre Gebiete sollten nach drei Jahren gewechselt werden.

„mutschierung wird genennet wenn in einer untheilbaren provinz oder herrschaft ein fürst um den anderen abwechslungsweise die Regierung führet.“

Die Münzprägung erfolgte gemeinschaftlich ohne Münzmeisterzeichen. Gemeinschaftsprägungen waren
- Taler und Halbtaler. Außerdem wurden Schreckenberger weiterhin geprägt.

Die Münzen werden oft fälschlich unter Alt-Gotha genannt.

#### Vorderseite
Die Vorderseite des Talers zeigt das geharnischte Hüftbild Johann Friedrichs II. mit geschultertem Zepter und geteilter Jahreszahl 15 – 66 im Feld und ein nachträglich eingeschlagenes  Sammlerzeichen GB(?).
- Umschrift: D(ei) : G(ratia) • IOH(annes) – FRI(dericus) • II – DV(x) • SAX(oniae) – LAN(dgrafius) • TH(uringiae) – ET • MAR(chionis) – MISN(ens)I(s) – Die Umschrift ist mit sechs Wappen unterbrochen.
- Übersetzung: Von Gottes Gnaden Johann Friedrich II. Herzog von Sachsen, Landgraf von Thüringen und Markgraf von Meißen

#### Rückseite
Die Rückseite zeigt das geharnischte Hüftbild Johann Wilhelms. Mit der rechten Hand hält er den Kommandostab, mit der linke den Schwertgriff.
- Umschrift: D(ei) : G(ratia) • IOH(annes) – WILH(elmus) – DV(x) • SAX(oniae) – LAN(dgrafius) • TH(uringiae) – ET • MAR(chionis) – MISN(ens)I(s) – Die Umschrift ist mit sechs Wappen unterbrochen.
- Übersetzung: Von Gottes Gnaden Johann Wilhelm Herzog von Sachsen, Landgraf von Thüringen und Markgraf von Meißen.

### Johann Wilhelm allein (1567–1572)
→ Hauptartikel: Alleinprägung Johann Wilhelms von Sachsen (1567–1572)

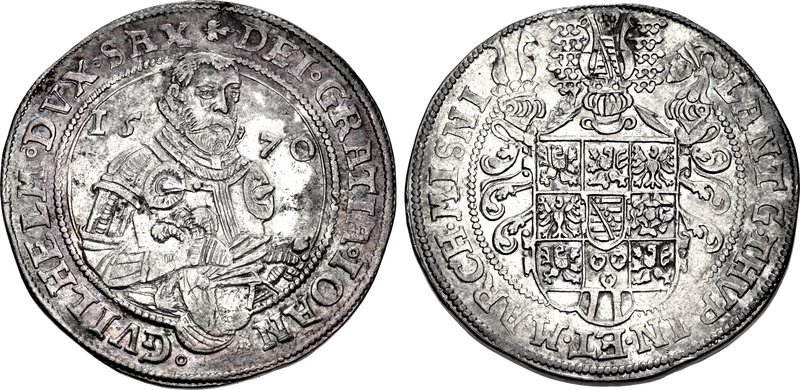
Alleinprägung Johann Wilhelms von Sachsen (1567–1572), Taler von 1570 aus der Münzstätte Saalfeld (Silber; Durchmesser 41 mm; 28,52 g)

Die Alleinregierung Johann Wilhelms von Sachsen (1567–1572) war eine Folge der Aktivitäten seines älteren Bruders Johann Friedrichs II., der sich mit dem Verlust der Kurwürde nicht abfinden konnte. Johann Friedrich wurde vom Kaiser Maximilian II. am 12. Dezember 1566 geächtet. Die Vollstreckung der Acht übernahm Kurfürst August von Sachsen. Johann Friedrich blieb bis zu seinem Lebensende in Haft. Bereits am 8. Januar 1567 wurden Johann Wilhelm vom Kaiser die Landesteile seines Bruders zugesprochen. Neuer Münzmeister in Saalfeld wurde Anton Coburger, der Gregor Einkorn ersetzen musste. Geprägt wurden die Talermünzen
- Doppeltaler, Taler, Halbtaler, Vierteltaler und außerdem Schreckenberger.

Zur erstmaligen Landesteilung des sächsisch-ernestinischen Gesamthauses schreibt Lothar Koppe:

„Der Landesteilungsvertrag erfolgte am 6. November 1572 in Erfurt. Damit entstanden […] die Linien Alt-Weimar und Coburg-Eisenach. Die Prägungen Johann Wilhelms in den Jahren 1567–1572 sind demzufolge noch als Prägungen des ernestinischen Gesamthauses anzusehen. Die in fast allen Sammlungen sowie überwiegend auch in der neuen Literatur anzutreffende Einordnung unter Alt-Weimar ist falsch […]. Erst nach dem Erfurter Vertrag, d. h. ab 1573 ist von Alt-Weimar bzw. von Coburg-Eisenach zu sprechen. Von Alt-Gotha […] kann nicht vor 1640 die Rede sein.“

#### Vorderseite
Die Vorderseite der Alleinprägung Johann Wilhelms von Sachsen zeigt sein geharnischte Hüftbild, den Helm mit der rechten Hand haltend, die linke Hand am Schwertgriff sowie die geteilte Jahreszahl 15 – 70 im Feld. Oben zwischen der Umschrift befindet sich das Münzmeisterzeichen Weinblatt.
- Umschrift: DEI • GRATIA • JO(h)AN(nes) • GVILHELM(us) • DVX • SAX(oniae)
- Übersetzung: Von Gottes Gnaden Johann Wilhelm Herzog von Sachsen – Fortsetzung auf der Rückseite

#### Rückseite
Die Rückseite zeigt das dreifach behelmte herzoglich-sächsische Gesamtwappen.
- Umschrift: LANTG(ravius) • THVRING(iae) • ET • MARCH(ionis) • MISN(ens)I(s)
- Übersetzung: Landgraf von Thüringen und Markgraf von Meißen.